# Arbeitsgemeinschaft der Kur- und Bädermuseen
Die Arbeitsgemeinschaft der Kur- und Bädermuseen ist ein Zusammenschluss von Museen, die sich mit der Geschichte und der Kultur des Bade-, Kur- und Bäderwesens beschäftigen.

## Geschichte und Beschreibung
Die Arbeitsgemeinschaft der Kur- und Bädermuseen wurde im Jahr 2007 in Bad Salzuflen gegründet.
Die Arbeitsgemeinschaft versteht sich als Zusammenschluss aller an der Geschichte und der Kultur des Bade-, Kur- und Bäderwesens Interessierten, vor allem der damit beschäftigten haupt- und ehrenamtlich Beschäftigten in den Museen. Sie trifft sich regelmäßig einmal im Jahr zu einem gemeinsamen fachlichen Austausch von Themen, die mit der Badekultur im Zusammenhang stehen. Dabei beschäftigen sich die Vorträge vorrangig mit Themen zu bisher wenig erforschten Aspekten des Kur- und Bäderwesens.

## Liste der Mitgliedsmuseen
- Stadtmuseum Baden-Baden
- Oberrheinisches Bäder- und Heimatmuseum, Bad Bellingen
- Stadt- und Bädermuseum Bad Doberan, siehe Möckelhaus
- Museum Bad Ems (früher: Kur- und Stadtmuseum Bad Ems)
- Museum im Gotischen Haus, Bad Homburg
- Museum der Stadt Bad Ischl
- Museum Obere Saline, Bad Kissingen
- Stadtmuseum im Augustinerkloster, Bad Langensalza
- Kur- und Stadtmuseum Bad Lausick
- Museum im Schloss Pyrmont, Bad Pyrmont
- Historische Kuranlagen Bad Rehburg
- Museum am Gradierwerk, Bad Salzungen
- Westfälische Salzwelten, Bad Sassendorf
- Kur-, Stadt- und Apothekenmuseum Bad Schwalbach
- Stadtmuseum Bad Soden am Taunus
- Brunnen- und Bädermuseum, Bad Vilbel
- Städtische Museen Bad Wildungen
- Rollettmuseum, Baden bei Wien
- Stadtmuseum im Spital Crailsheim
- Stadtmuseum Gütersloh
- Historische Badhaus Kulmbach
- Museum Nordseeheilbad Norderney
- Museum für Wasser, Bad und Design (auch: Hansgrohe-Museum), Schiltach
- Musée de la Ville d’eaux, Spa
- Römerthermen Zülpich – Museum der Badekultur